# Alte Schule (Fürstlich Drehna)

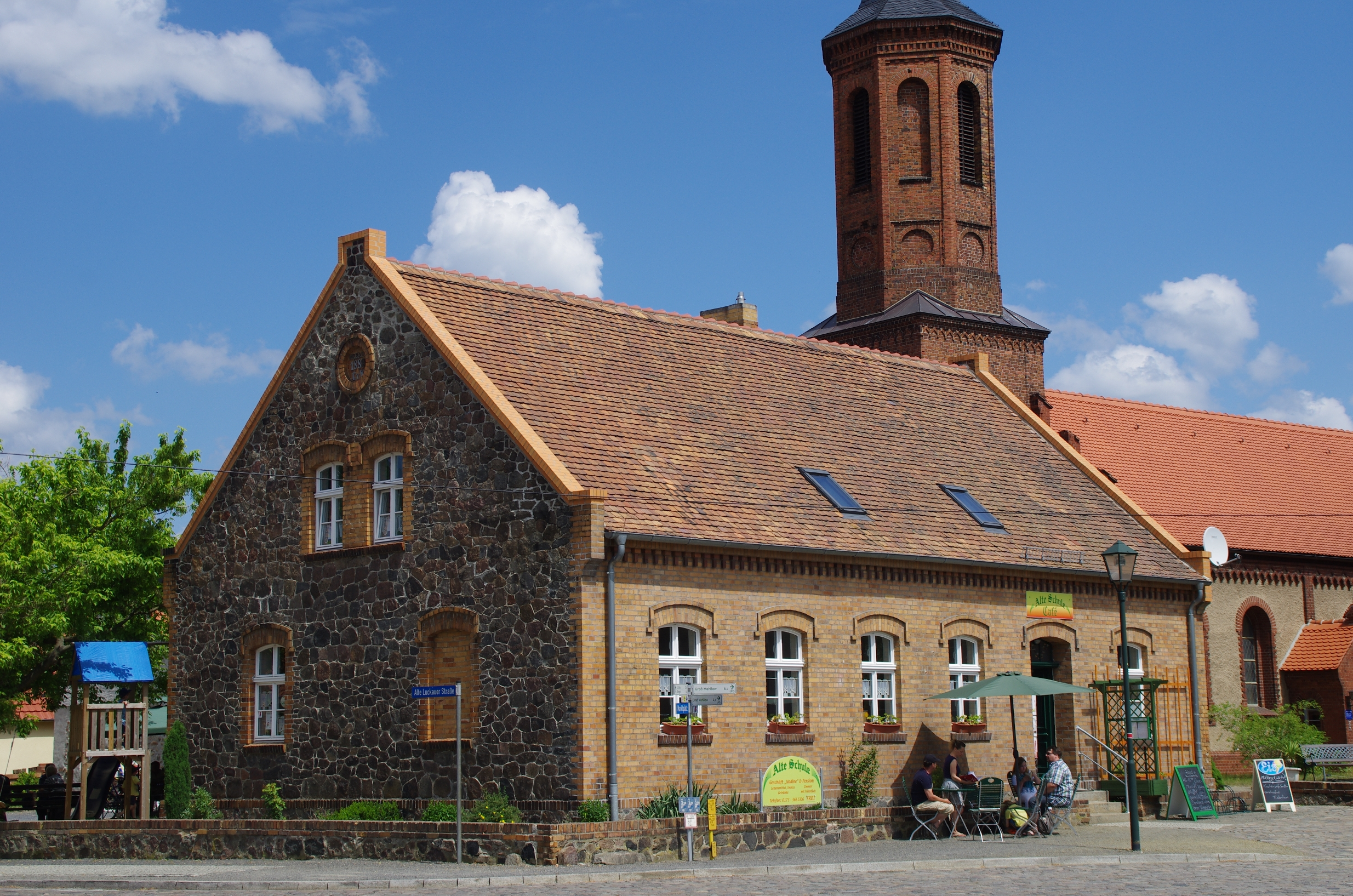
Alte Schule Fürstlich Drehna (2012)

Die Alte Schule ist das ehemalige Schulgebäude im Ortsteil Fürstlich Drehna der Stadt Luckau im Landkreis Dahme-Spreewald in Brandenburg. Das Gebäude ist ein eingetragenes Baudenkmal in der Denkmalliste des Landes Brandenburg. In der Alten Schule befinden sich heute ein Café und eine Pension.

## Geschichte und Architektur
Das Schulgebäude befindet sich im Ortszentrum von Fürstlich Drehna unmittelbar westlich der Dorfkirche. Es wurde im Jahr 1889 als Zweiklassenschule mit Lehrerwohnhaus errichtet, die Baukosten wurden durch den Gutsbesitzer Johannes Carl von Wätjen übernommen. Aufgrund der sinkenden Schülerzahlen wurde der reguläre Unterricht in den 1970er Jahren eingestellt. Danach diente das Gebäude als Wohnhaus, Kindergarten und Jugendclub. Seit 2004 befindet sich in dem ehemaligen Schulgebäude ein kleines Geschäft, die Besitzer ließen das Haus bis 2006 sanieren und richteten dabei eine Pension im Dachgeschoss ein. Das leerstehende Lehrerwohnhaus wurde 2010 von den gleichen Besitzern renoviert und ist seitdem ein Café.
Das Lehrerwohnhaus ist ein eingeschossiges Gebäude aus gelbem Ziegelmauerwerk mit sechs Achsen, seitlichen Wänden aus Feldsteinen und einem Satteldach. Die Fenster und die Eingangstür sind segmentbogig abgeschlossen. Auf Traufhöhe ist die Fassade mit Konsolenfries gegliedert. In den Seitenwänden haben die Fenster aus Ziegeln gemauerte Gewände, eines der Fenster ist zugemauert. Im Giebel befindet sich eine runde Blende mit der Jahreszahl „1889“ für das Baujahr des Gebäudes. Das Schulgebäude schließt sich auf der östlichen Gebäudeseite nach Norden an. Die Alte Schule ist von einer niedrigen Einfriedung aus Feldsteinen umgeben.